# GHI Bronx Tennis Classic 1994
Il GHI Bronx Tennis Classic 1994 è stato un torneo di tennis facente parte della categoria ATP Challenger Series nell'ambito dell'ATP Challenger Series 1994. Il torneo si è giocato a Bronx negli Stati Uniti dal 15 al 21 agosto 1994 su campi in cemento.

## Vincitori

### Singolare
Alejo Mancisidor ha battuto in finale  Chris Woodruff con il punteggio di 6–2, 6–4

### Doppio
Chris Bailey /  Lars-Anders Wahlgren hanno battuto in finale  Bing Pan /  Jia-Ping Xia con il punteggio di 6–3, 7–5